# Dakar-rally 2021
De Dakar-rally 2021 was de 43e editie van de Dakar-rally, en de tweede in Azië. Deze editie werd geheel in Saoedi-Arabië gereden. De rally startte in Jeddah, had een rustdag in Hail en finishte uiteindelijk weer in Jeddah. Oorspronkelijk was het de bedoeling om deze editie in twee of drie landen te rijden, maar door de maatregelen en de gevolgen van de coronapandemie was dit niet mogelijk.

## Etappes
| Etappe       | Datum      | Van                  | Naar                 | Afstand: Verbinding / Special                     |
| ------------ | ---------- | -------------------- | -------------------- | ------------------------------------------------- |
| Proloog      | 2 januari  | Jeddah               | Jeddah               | 129 km / 11 km                                    |
| 1            | 3 januari  | Jeddah               | Bisha                | 623 km / 277 km                                   |
| 2            | 4 januari  | Bisha                | Wadi ad-Dawasir      | 685 km / 457 km                                   |
| 3            | 5 januari  | Wadi ad-Dawasir      | Wadi ad-Dawasir      | 629 km / 403 km                                   |
| 4            | 6 januari  | Wadi ad-Dawasir      | Riyad                | 813 km / 337 km                                   |
| 5            | 7 januari  | Riyad                | Buraidah Al Qaisumah | 624 km / 419 km 662 km / 456 km                   |
| 6            | 8 januari  | Buraidah Al Qaisumah | Hail                 | 655 km / 485 km 792 km / 448 km 618 km / 347 km * |
|              | 9 januari  | Rustdag in Hail      | Rustdag in Hail      | Rustdag in Hail                                   |
| 7 (marathon) | 10 januari | Hail                 | Sakakah              | 737 km / 471 km                                   |
| 8            | 11 januari | Sakakah              | Neom                 | 709 km / 375 km                                   |
| 9            | 12 januari | Neom                 | Neom                 | 579 km / 465 km                                   |
| 10           | 13 januari | Neom                 | Al-ʿUla              | 583 km / 342 km                                   |
| 11           | 14 januari | Al-ʿUla              | Yanbu                | 557 km / 511 km 598 km / 464 km **                |
| 12           | 15 januari | Yanbu                | Jeddah               | 452 km / 225 km 447 km / 200 km                   |

* De afstand van etappe 6 werd anders ingedeeld en ingekort vanwege het weer in de omgeving van Al-Qaisumah en om een aantal deelnemers die nog bezig waren aan de vijfde etappe de kans te geven om aan deze etappe deel te nemen.
** Etappe 11 was vanwege weersomstandigheden met 50 km ingekort.

## Aantal deelnemers
Onderstaande tabel laat zien hoeveel deelnemers er aan de start staan, hoeveel er op de rustdag nog over zijn, en hoeveel uiteindelijk de eindstreep halen.
| Moment                             | Motoren | Quads   | Auto's  | UTV's (T3 & T4) | Trucks  | Klassiekers | Totaal    |
| ---------------------------------- | ------- | ------- | ------- | --------------- | ------- | ----------- | --------- |
| Start                              | 101     | 16      | 64      | 61              | 44      | 26          | 312       |
| Rustdag                            | 78      | 14      | 53      | 49              | 24      | 24          | 242       |
| Einde (inclusief Dakar Experience) | 63 (67) | 11 (12) | 48 (52) | 41 (50)         | 20 (21) | 23 (23)     | 206 (225) |

## Uitslagen

### Etappewinnaars
| Etappe       | Motoren                                | Quads                                  | Auto's                                                  | Lichte prototypes (T3)                                | UTV's (T4)                                                     | Vrachtauto's                                                          | Klassiekers                                                          |
| ------------ | -------------------------------------- | -------------------------------------- | ------------------------------------------------------- | ----------------------------------------------------- | -------------------------------------------------------------- | --------------------------------------------------------------------- | -------------------------------------------------------------------- |
| Proloog      | Ricky Brabec (Honda) 00u06'01"         | Alexandre Giroud (Yamaha) 00u07'35"    | Nasser Al-Attiyah Matthieu Baumel (Toyota) 00u05'48"    | Kris Meeke Wouter Rosegaar (PH-Sport) 00u06'40"       | Austin Jones Gustavo Gugelmin (Can-Am) 00u06'43"               | Siarhei Viazovich Pavel Haranin Anton Zaproshchanka (MAZ) 00u06'38"   | Geen deelname                                                        |
| 1            | Toby Price (KTM) 03u17'49"             | Alexandre Giroud (Yamaha) 04u01'08"    | Carlos Sainz Lucas Cruz (Mini) 03u05'56"                | Cristina Gutiérrez Francois Cazalet (OT3) 03u41'37"   | Reinaldo Varela Maykel Justo (Can-Am) 03u44'00"                | Dmitry Sotnikov Ruslan Akhmadeev Ilgiz Akhmetzianov (Kamaz) 03u17'50" | Marc Douton Emilien Etienne (Sunhill) 121 punten                     |
| 2            | Joan Barreda Bort (Honda) 04u17'56"    | Pablo Copetti (Yamaha) 05u34'50"       | Nasser Al-Attiyah Matthieu Baumel (Toyota) 04u03'14"    | Seth Quintero Dennis Zenz (OT3) 05u15'41"             | Saleh Alsaif Oriol Vidal Montijano (Can-Am) 05u05'07"          | Dmitry Sotnikov Ruslan Akhmadeev Ilgiz Akhmetzianov (Kamaz) 04u37'44" | Marc Douton Emilien Etienne (Sunhill) 106 punten                     |
| 3            | Toby Price (KTM) 03u33'23"             | Nicolas Cavigliasso (Yamaha) 04u25'49" | Nasser Al-Attiyah Matthieu Baumel (Toyota) 03u17'39"    | Seth Quintero Dennis Zenz (OT3) 04u22'37"             | Francisco López Contardo Juan Pablo Latrach (Can-Am) 04u20'57" | Siarhei Viazovich Pavel Haranin Anton Zaproshchanka (MAZ) 03u45'14"   | Marc Douton Emilien Etienne (Sunhill) 77 punten                      |
| 4            | Joan Barreda Bort (Honda) 02u46'50"    | Manuel Andujar (Yamaha) 03u29'13"      | Nasser Al-Attiyah Matthieu Baumel (Toyota) 02u35'59"    | Kris Meeke Wouter Rosegaar (PH-Sport) 03u18'42"       | Aron Domżała Maciej Marton (Can-Am) 03u16'57"                  | Dmitry Sotnikov Ruslan Akhmadeev Ilgiz Akhmetzianov (Kamaz) 02u58'47" | Marc Douton Emilien Etienne (Sunhill) 73 punten                      |
| 5            | Kevin Benavides (Honda) 05u09'50"      | Nicolas Cavigliasso (Yamaha) 06u09'42" | Giniel de Villiers Alex Haro Bravo (Toyota) 05u09'25"   | Seth Quintero Dennis Zenz (OT3) 05u49'43"             | Francisco López Contardo Juan Pablo Latrach (Can-Am) 05u47'32" | Dmitry Sotnikov Ruslan Akhmadeev Ilgiz Akhmetzianov (Kamaz) 05u30'20" | Marc Douton Emilien Etienne (Sunhill) 116 punten                     |
| 6            | Joan Barreda Bort (Honda) 03u45'27"    | Alexandre Giroud (Yamaha) 04u50'24"    | Carlos Sainz Lucas Cruz (Mini) 03u38'27"                | Seth Quintero Dennis Zenz (OT3) 04u20'23"             | Nasser Khalifa Al Attiyah Paolo Ceci (Can-Am) 04u20'46"        | Airat Mardeev Dmitriy Svistunov Akhmet Galiautdinov (Kamaz) 04u08'52" | Ondřej Klymčiw Petr Vlček (Škoda) 91 punten                          |
| 7 (marathon) | Ricky Brabec (Honda) 04u37'44"         | Manuel Andujar (Yamaha) 05u57'40"      | Yazeed Al Rajhi Dirk von Zitzewitz (Toyota) 04u21'59"   | Cristina Gutiérrez Francois Cazalet (OT3) 05u25'41"   | Francisco López Contardo Juan Pablo Latrach (Can-Am) 05u15'34" | Dmitry Sotnikov Ruslan Akhmadeev Ilgiz Akhmetzianov (Kamaz) 04u45'52" | Marc Douton Emilien Etienne (Sunhill) 19 punten                      |
| 8            | José Ignacio Cornejo (Honda) 03u08'40" | Alexandre Giroud (Yamaha) 04u20'40"    | Nasser Al-Attiyah Matthieu Baumel (Toyota) 02u56'56"    | Seth Quintero Dennis Zenz (OT3) 03u44'05"             | Francisco López Contardo Juan Pablo Latrach (Can-Am) 03u37'45" | Anton Shibalov Dmitrii Nikitin Ivan Tatarinov (Kamaz) 03u19'40"       | Kilian Revuelta Oscar Sanchez Hernandez (Toyota) 27 punten           |
| 9            | Kevin Benavides (Honda) 04u49'15"      | Giovanni Enrico (Yamaha) 06u24'41"     | Stéphane Peterhansel Edouard Boulanger (Mini) 04u50'27" | Cristina Gutiérrez 1 Francois Cazalet (OT3) 06u17'40" | Francisco López Contardo Juan Pablo Latrach (Can-Am) 05u31'41" | Martin Macík František Tomášek David Švanda (Iveco) 05u05'54"         | Kilian Revuelta Oscar Sanchez Hernandez (Toyota) 69 punten           |
| 10           | Ricky Brabec (Honda) 03u12'33"         | Italo Pedemonte (Yamaha) 04u19'07"     | Yazeed Al Rajhi Dirk von Zitzewitz (Toyota) 03u03'57"   | Kris Meeke Wouter Rosegaar (PH-Sport) 03u34'41"       | Sergei Kariakin Anton Vlasiuk (Can-Am) 03u31'17"               | Martin Macík František Tomášek David Švanda (Iveco) 03u13'02"         | Lilian Harichoury Serge Coudert Laurent Correia (Renault) 129 punten |
| 11           | Sam Sunderland (KTM) 04u33'18"         | Giovanni Enrico (Yamaha) 06u18'43"     | Nasser Al-Attiyah Matthieu Baumel (Toyota) 04u32'09"    | Seth Quintero Dennis Zenz (OT3) 04u56'18"             | Francisco López Contardo Juan Pablo Latrach (Can-Am) 05u08'03" | Anton Shibalov Dmitrii Nikitin Ivan Tatarinov (Kamaz) 04u44'39"       | Stephan Lamarre Benjamin Laroche (Mitsubishi) 38 punten              |
| 12           | Ricky Brabec (Honda) 02u17'02"         | Pablo Copetti (Yamaha) 03u11'30"       | Carlos Sainz Lucas Cruz (Mini) 02u17'33"                | Kris Meeke Wouter Rosegaar (PH-Sport) 02u41'11"       | Reinaldo Varela Maykel Justo (Can-Am) 02u44'26"                | Martin Macík František Tomášek David Švanda (Iveco) 02u32'27"         | Antonio Gutierrez Luis Heras Rodriguez (Mercedes-Benz) 15 punten     |

Legenda:
1 Deze coureur had een van de etappes niet uitgereden hierdoor deed deze coureur niet meer mee met het algemeen klassement, maar deze coureur deed nog wel mee met de "Dakar Experience" categorie.

### Klassementsleiders na elke etappe
| Etappe       | Motoren                       | Quads                      | Auto's                                      | Lichte prototypes (T3)                  | UTV's (T4)                                         | Vrachtauto's                                              | Klassiekers                         |
| ------------ | ----------------------------- | -------------------------- | ------------------------------------------- | --------------------------------------- | -------------------------------------------------- | --------------------------------------------------------- | ----------------------------------- |
| Proloog      | Ricky Brabec Honda            | Alexandre Giroud Yamaha    | Nasser Al-Attiyah Matthieu Baumel Toyota    | Kris Meeke Wouter Rosegaar PH-Sport     | Austin Jones Gustavo Gugelmin Can-Am               | Siarhei Viazovich Pavel Haranin Anton Zaproshchanka MAZ   |                                     |
| 1            | Toby Price KTM                | Alexandre Giroud Yamaha    | Carlos Sainz Lucas Cruz Mini                | Cristina Gutiérrez Francois Cazalet OT3 | Reinaldo Varela Maykel Justo Can-Am                | Dmitry Sotnikov Ruslan Akhmadeev Ilgiz Akhmetzianov Kamaz | Marc Douton Emilien Etienne Sunhill |
| 2            | Joan Barreda Bort Honda       | Alexandre Giroud Yamaha    | Stéphane Peterhansel Edouard Boulanger Mini | Cristina Gutiérrez Francois Cazalet OT3 | Francisco López Contardo Juan Pablo Latrach Can-Am | Dmitry Sotnikov Ruslan Akhmadeev Ilgiz Akhmetzianov Kamaz | Marc Douton Emilien Etienne Sunhill |
| 3            | Skyler Howes KTM              | Giovanni Enrico Yamaha     | Stéphane Peterhansel Edouard Boulanger Mini | Cristina Gutiérrez Francois Cazalet OT3 | Francisco López Contardo Juan Pablo Latrach Can-Am | Dmitry Sotnikov Ruslan Akhmadeev Ilgiz Akhmetzianov Kamaz | Marc Douton Emilien Etienne Sunhill |
| 4            | Xavier De Soultrait Husqvarna | Nicolas Cavigliasso Yamaha | Stéphane Peterhansel Edouard Boulanger Mini | Seth Quintero Dennis Zenz OT3           | Francisco López Contardo Juan Pablo Latrach Can-Am | Dmitry Sotnikov Ruslan Akhmadeev Ilgiz Akhmetzianov Kamaz | Marc Douton Emilien Etienne Sunhill |
| 5            | Kevin Benavides Honda         | Nicolas Cavigliasso Yamaha | Stéphane Peterhansel Edouard Boulanger Mini | Seth Quintero Dennis Zenz OT3           | Francisco López Contardo Juan Pablo Latrach Can-Am | Dmitry Sotnikov Ruslan Akhmadeev Ilgiz Akhmetzianov Kamaz | Marc Douton Emilien Etienne Sunhill |
| 6            | Toby Price KTM                | Nicolas Cavigliasso Yamaha | Stéphane Peterhansel Edouard Boulanger Mini | Seth Quintero Dennis Zenz OT3           | Aron Domżała Maciej Marton Can-Am                  | Dmitry Sotnikov Ruslan Akhmadeev Ilgiz Akhmetzianov Kamaz | Marc Douton Emilien Etienne Sunhill |
| 7 (marathon) | José Ignacio Cornejo Honda    | Manuel Andujar Yamaha      | Stéphane Peterhansel Edouard Boulanger Mini | Seth Quintero Dennis Zenz OT3           | Aron Domżała Maciej Marton Can-Am                  | Dmitry Sotnikov Ruslan Akhmadeev Ilgiz Akhmetzianov Kamaz | Marc Douton Emilien Etienne Sunhill |
| 8            | José Ignacio Cornejo Honda    | Manuel Andujar Yamaha      | Stéphane Peterhansel Edouard Boulanger Mini | Seth Quintero Dennis Zenz OT3           | Austin Jones Gustavo Gugelmin Can-Am               | Dmitry Sotnikov Ruslan Akhmadeev Ilgiz Akhmetzianov Kamaz | Marc Douton Emilien Etienne Sunhill |
| 9            | José Ignacio Cornejo Honda    | Manuel Andujar Yamaha      | Stéphane Peterhansel Edouard Boulanger Mini | Josef Macháček Pavel Vyoral Can-Am      | Francisco López Contardo Juan Pablo Latrach Can-Am | Dmitry Sotnikov Ruslan Akhmadeev Ilgiz Akhmetzianov Kamaz | Marc Douton Emilien Etienne Sunhill |
| 10           | Kevin Benavides Honda         | Manuel Andujar Yamaha      | Stéphane Peterhansel Edouard Boulanger Mini | Josef Macháček Pavel Vyoral Can-Am      | Francisco López Contardo Juan Pablo Latrach Can-Am | Dmitry Sotnikov Ruslan Akhmadeev Ilgiz Akhmetzianov Kamaz | Marc Douton Emilien Etienne Sunhill |
| 11           | Kevin Benavides Honda         | Manuel Andujar Yamaha      | Stéphane Peterhansel Edouard Boulanger Mini | Josef Macháček Pavel Vyoral Can-Am      | Francisco López Contardo Juan Pablo Latrach Can-Am | Dmitry Sotnikov Ruslan Akhmadeev Ilgiz Akhmetzianov Kamaz | Marc Douton Emilien Etienne Sunhill |
| 12           | Kevin Benavides Honda         | Manuel Andujar Yamaha      | Stéphane Peterhansel Edouard Boulanger Mini | Josef Macháček Pavel Vyoral Can-Am      | Francisco López Contardo Juan Pablo Latrach Can-Am | Dmitry Sotnikov Ruslan Akhmadeev Ilgiz Akhmetzianov Kamaz | Marc Douton Emilien Etienne Sunhill |

### Eindklassement
| Pos                  | Motoren                               | Quads                                | Quads                                | Auto's                                                  | Auto's                                                  | Lichte prototypes (T3)                                     | Lichte prototypes (T3)                                     | UTV's (T4)                                                     | UTV's (T4)                                                     | Vrachtauto's                                                           | Vrachtauto's                                                                | Klassiekers                                                             | Klassiekers                                                             |
| -------------------- | ------------------------------------- | ------------------------------------ | ------------------------------------ | ------------------------------------------------------- | ------------------------------------------------------- | ---------------------------------------------------------- | ---------------------------------------------------------- | -------------------------------------------------------------- | -------------------------------------------------------------- | ---------------------------------------------------------------------- | --------------------------------------------------------------------------- | ----------------------------------------------------------------------- | ----------------------------------------------------------------------- |
| Goud                 | Kevin Benavides (Honda) 47u18'14"     | Manuel Andujar (Yamaha) 60u28'29"    | Manuel Andujar (Yamaha) 60u28'29"    | Stéphane Peterhansel Edouard Boulanger (Mini) 44u28'11" | Stéphane Peterhansel Edouard Boulanger (Mini) 44u28'11" | Josef Macháček Pavel Vyoral (Can-Am) 59u39'01"             | Josef Macháček Pavel Vyoral (Can-Am) 59u39'01"             | Francisco López Contardo Juan Pablo Latrach (Can-Am) 05u08'03" | Francisco López Contardo Juan Pablo Latrach (Can-Am) 05u08'03" | Dmitry Sotnikov Ruslan Akhmadeev Ilgiz Akhmetzianov (Kamaz) 48u23'21"  | Dmitry Sotnikov Ruslan Akhmadeev Ilgiz Akhmetzianov (Kamaz) 48u23'21"       | Marc Douton Emilien Etienne (Sunhill) 961 punten                        | Marc Douton Emilien Etienne (Sunhill) 961 punten                        |
| Zilver               | Ricky Brabec (Honda) +00u04'56"       | Giovanni Enrico (Yamaha) +00u33'44"  | Giovanni Enrico (Yamaha) +00u33'44"  | Nasser Al-Attiyah Matthieu Baumel (Toyota) +00u13'51"   | Nasser Al-Attiyah Matthieu Baumel (Toyota) +00u13'51"   | Camelia Liparoti Annett Fischer (Yamaha) +02u12'23"        | Camelia Liparoti Annett Fischer (Yamaha) +02u12'23"        | Austin Jones Gustavo Gugelmin (Can-Am) +00u17'23"              | Austin Jones Gustavo Gugelmin (Can-Am) +00u17'23"              | Anton Shibalov Dmitrii Nikitin Ivan Tatarinov (Kamaz) +00u39'38"       | Anton Shibalov Dmitrii Nikitin Ivan Tatarinov (Kamaz) +00u39'38"            | Juan Donatiu Pere Serrat Puig (Mitsubishi) + 1689 punten                | Juan Donatiu Pere Serrat Puig (Mitsubishi) + 1689 punten                |
| Brons                | Sam Sunderland (KTM) +00u15'57"       | Pablo Copetti (Yamaha) +03u00'58"    | Pablo Copetti (Yamaha) +03u00'58"    | Carlos Sainz Lucas Cruz (Mini) +01u00'57"               | Carlos Sainz Lucas Cruz (Mini) +01u00'57"               | Philippe Pinchedez Vincent Ferri (Pinch Racing) +02u36'26" | Philippe Pinchedez Vincent Ferri (Pinch Racing) +02u36'26" | Aron Domżała Maciej Marton (Can-Am) +00u51'53"                 | Aron Domżała Maciej Marton (Can-Am) +00u51'53"                 | Airat Mardeev Dmitriy Svistunov Akhmet Galiautdinov (Kamaz) +01u14'35" | Airat Mardeev Dmitriy Svistunov Akhmet Galiautdinov (Kamaz) +01u14'35"      | Lilian Harichoury Serge Coudert Laurent Correia (Renault) + 4244 punten | Lilian Harichoury Serge Coudert Laurent Correia (Renault) + 4244 punten |
| 4.                   | Daniel Sanders (KTM) +00u38'52"       | Kamil Wiśniewski (Yamaha) +06u50'05" | Kamil Wiśniewski (Yamaha) +06u50'05" | Jakub Przygonski Timo Gottschalk (Toyota) +02u35'03"    | Jakub Przygonski Timo Gottschalk (Toyota) +02u35'03"    | Seth Quintero Dennis Zenz (OT3) +02u51'14'"                | Seth Quintero Dennis Zenz (OT3) +02u51'14'"                | Michał Goczał Szymon Gospodarczyk (Can-Am) +01u13'58"          | Michał Goczał Szymon Gospodarczyk (Can-Am) +01u13'58"          | Martin Macík František Tomášek David Švanda (Iveco) +01u45'51"         | Martin Macík František Tomášek David Švanda (Iveco) +01u45'51"              | Kilian Revuelta Oscar Sanchez Hernandez (Toyota) + 4877 punten          | Kilian Revuelta Oscar Sanchez Hernandez (Toyota) + 4877 punten          |
| 5.                   | Skyler Howes (KTM) +00u52'33"         | Tomáš Kubiena (Yamaha) +07u11'45"    | Tomáš Kubiena (Yamaha) +07u11'45"    | Nani Roma Alexandre Winocq (Prodrive) +03u21'48"        | Nani Roma Alexandre Winocq (Prodrive) +03u21'48"        | Jean-Luc Pisson Valentin Sarreaud (PH-Sport) +03u04'37"    | Jean-Luc Pisson Valentin Sarreaud (PH-Sport) +03u04'37"    | Reinaldo Varela Maykel Justo (Can-Am) +01u27'05"               | Reinaldo Varela Maykel Justo (Can-Am) +01u27'05"               | Aleš Loprais Petr Pokora Khalid Alkendi (Praga) +02u00'31"             | Aleš Loprais Petr Pokora Khalid Alkendi (Praga) +02u00'31"                  | Frédéric Verdaguer Julie Verdaguer (Sunhill) + 7814 punten              | Frédéric Verdaguer Julie Verdaguer (Sunhill) + 7814 punten              |
| Beste Nederlander(s) |                                       |                                      |                                      |                                                         |                                                         |                                                            |                                                            |                                                                |                                                                |                                                                        |                                                                             |                                                                         |                                                                         |
| Pos                  |                                       |                                      |                                      | Pos                                                     |                                                         |                                                            |                                                            | Pos                                                            |                                                                | Pos                                                                    |                                                                             |                                                                         |                                                                         |
| 26.                  | Paul Spierings (Husqvarna) +09u42'17" | N.V.T.                               | N.V.T.                               | 26.                                                     | Tim Coronel Tom Coronel (Jefferies) +10u11'32"          | N.V.T.                                                     | N.V.T.                                                     | 6.                                                             | Kees Koolen Jurgen van den Goorbergh (Can-Am) +03u50'47'"      | 8.                                                                     | Martin van den Brink Wouter de Graaf Daniel Kozlovský (Renault) +04u23'21'" | N.V.T.                                                                  | N.V.T.                                                                  |